# Klaas Lok
Klaas Lok (ur. 12 stycznia 1955) – holenderski lekkoatleta, średnio- i długodystansowiec, medalista halowych mistrzostw Europy w 1980.
Odpadł w eliminacjach biegu na 3000 metrów na halowych mistrzostwach Europy w 1977 w San Sebastián, a na halowych mistrzostwach Europy w 1978 w Mediolanie zajął w tej konkurencji 5. miejsce. Nie ukończył biegów eliminacyjnych na 1500 metrów i na 5000 metrów na mistrzostwach Europy w 1978 w Pradze.
Zdobył srebrny medal w biegu na 3000 metrów na halowych mistrzostwach Europy w 1980 w Sindelfingen, ulegając jedynie Karlowi Fleschenowi z Republiki Federalnej Niemiec, a wyprzedzając innego reprezentanta RFN Hansa-Jürgena Orthmanna. Na halowych mistrzostwach Europy w 1982 w Mediolanie zajął 12. miejsce na tym dystansie.
Lok siedmiokrotnie startował w mistrzostwach świata w biegach przełajowych zajmując następujące miejsca: 1977 w Düsseldorfie – 160. miejsce, 1979 w Limerick – 28. miejsce, 1980 w Paryżu – 20. miejsce, 1981 w Madrycie – 65. miejsce, 1983 w Gateshead – 148. miejsce, 1984 w Nowym Jorku – 40. miejsce i 1985 w Lizbonie – 49. miejsce.
Lok był mistrzem Holandii w biegu na 1500 metrów w 1976 i 1988, w biegu na 5000 metrów w latach 1978–1982, w biegu na 10 000 metrów w 1979, 1980 i 1984 oraz w biegu przełajowym w latach 1979–1982, 1984 i 1985. W hali był mistrzem Holandii w biegu na 1500 metrów w 1976, 1082 i 1984 oraz w biegu na 3000 metrów w latach 1980–1982 i 1984.
Rekordy życiowe Loka:
- bieg na 1500 metrów – 3:38,83 (7 sierpnia 1979, Göteborg)
- bieg na milę – 3:57,69 (22 maja 1981, Lejda)
- bieg na 2000 metrów – 5:03,90 (20 września 1978, Roosendaal)
- bieg na 3000 metrów – 7:52,50 (20 września 1979, Bruksela)
- bieg na 5000 metrów – 13:30,3 (7 czerwca 1978, Oslo)
- bieg na 10 000 metrów – 28:24,7 (27 kwietnia 1979, Sittard)
- bieg maratoński – 2:18:39 (29 września 1985, Berlin)

W 2005 opublikował książkę Het Duurloopmisverstand: met de souplessemethode opisującą swoją metodę treningową. Ukazało się angielskie tłumaczenie Easy Interval Method.